# Pflumeschlucker
Der Pflumeschlucker ist eine in Bonndorf im Schwarzwald beheimatete Narrenfigur. Nach ihm benennt sich die dortige Narrenzunft. Sie ist Mitglied der Vereinigung Schwäbisch-Alemannischer Narrenzünfte (VSAN). Innerhalb der VSAN werden die Pflumeschlucker der Landschaft Baar zugeordnet. Die Narrenstuben im Bonndorfer Schloss zeigen neben der Bonndorfer Tradition eine Übersicht über die gesamte Alemannische Fastnacht.

Bonndorfer Pflumeschlucker

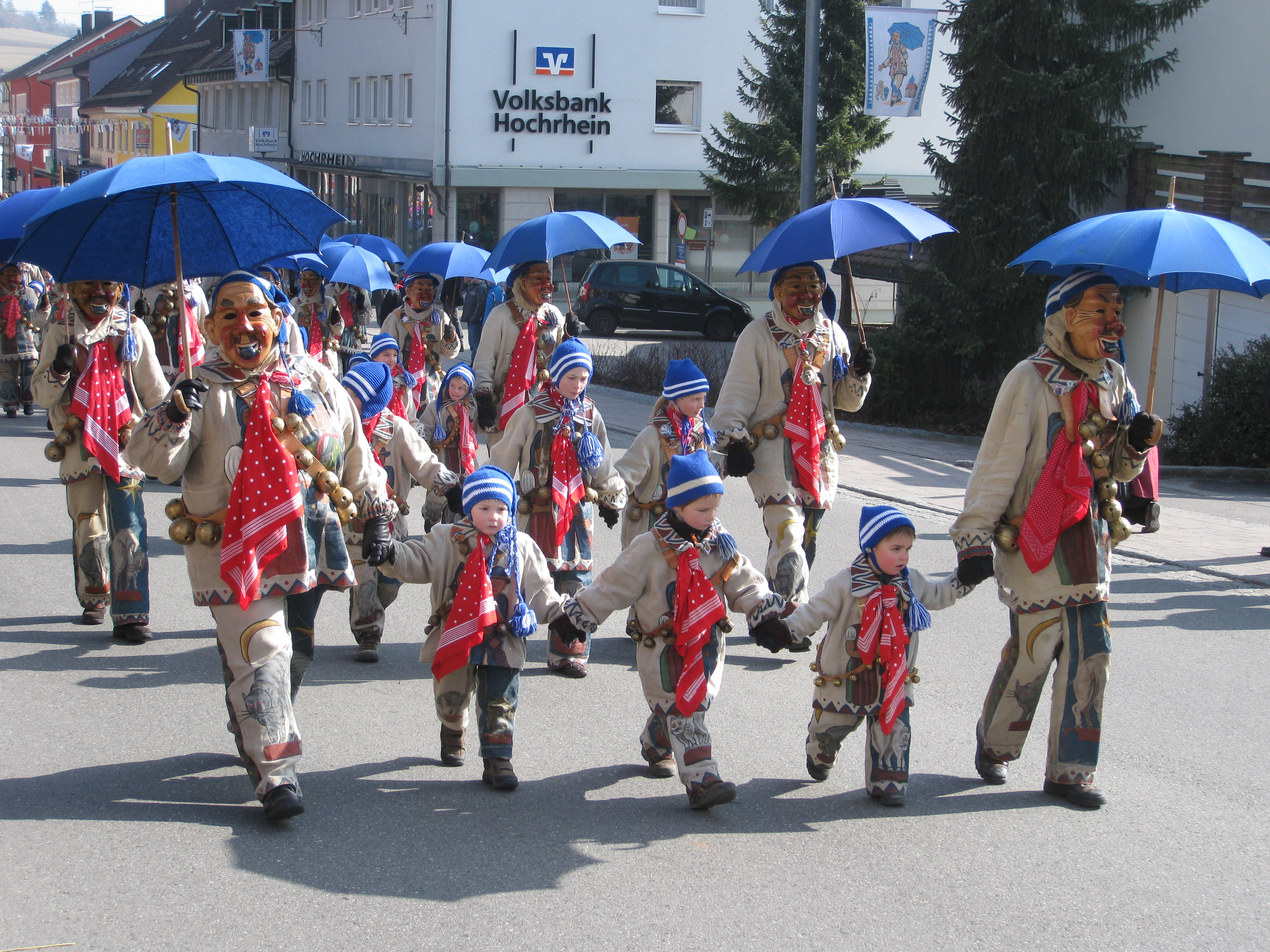
Narresome der Pflumeschlucker

## Geschichte
Der Name der Narrenfigur entspringt einer Legende. Diese besagt, dass die Bonndorfer die ersten Pflaumen, die in den Schwarzwald kamen, mitsamt der Steine und Stiele gegessen haben sollen. Fortan sollen sie Pflumeschlucker genannt worden sein.
In einem Zunftbuch der Schreiner, Schlosser, Dreher und Kammmacher von 1765 ist vermerkt, dass die Schreiner- und Drehergesellen eine Billardkugel und eine Scheme als Meisterstück vorzulegen hatten. Die Pflumeschluckerzunft beruft sich hierauf als Gründungsdatum der Bonndorfer Fastnacht. Ob es tatsächlich zulässig ist, aus diesem Vermerk auf fastnächtliches Brauchtum im Jahr 1765 zu schließen, ist jedoch höchst strittig.
Für das Jahr 1889 ist die Gründung eines "Karnevalcomitees" belegt, deren Mitglieder sich als Pflumeschlucker bezeichneten und als Ursprung des heutigen Narrenvereins anzusehen sind.
Um das Jahr 1925 entstand die heutige Narrenfigur des Pflumeschluckers. 1929 wurde die Zunft der Pflumeschlucker in den „Gauverband der Badischen und Württembergischen Narrozünfte“ aufgenommen, die Vorgänger-Organisation der Vereinigung Schwäbisch-Alemannischer Narrenzünfte.
In den Jahren 1950, 1987 und 2013 fanden in Bonndorf Narrentreffen statt.

## Figuren und Akteure

### Pflumeschlucker

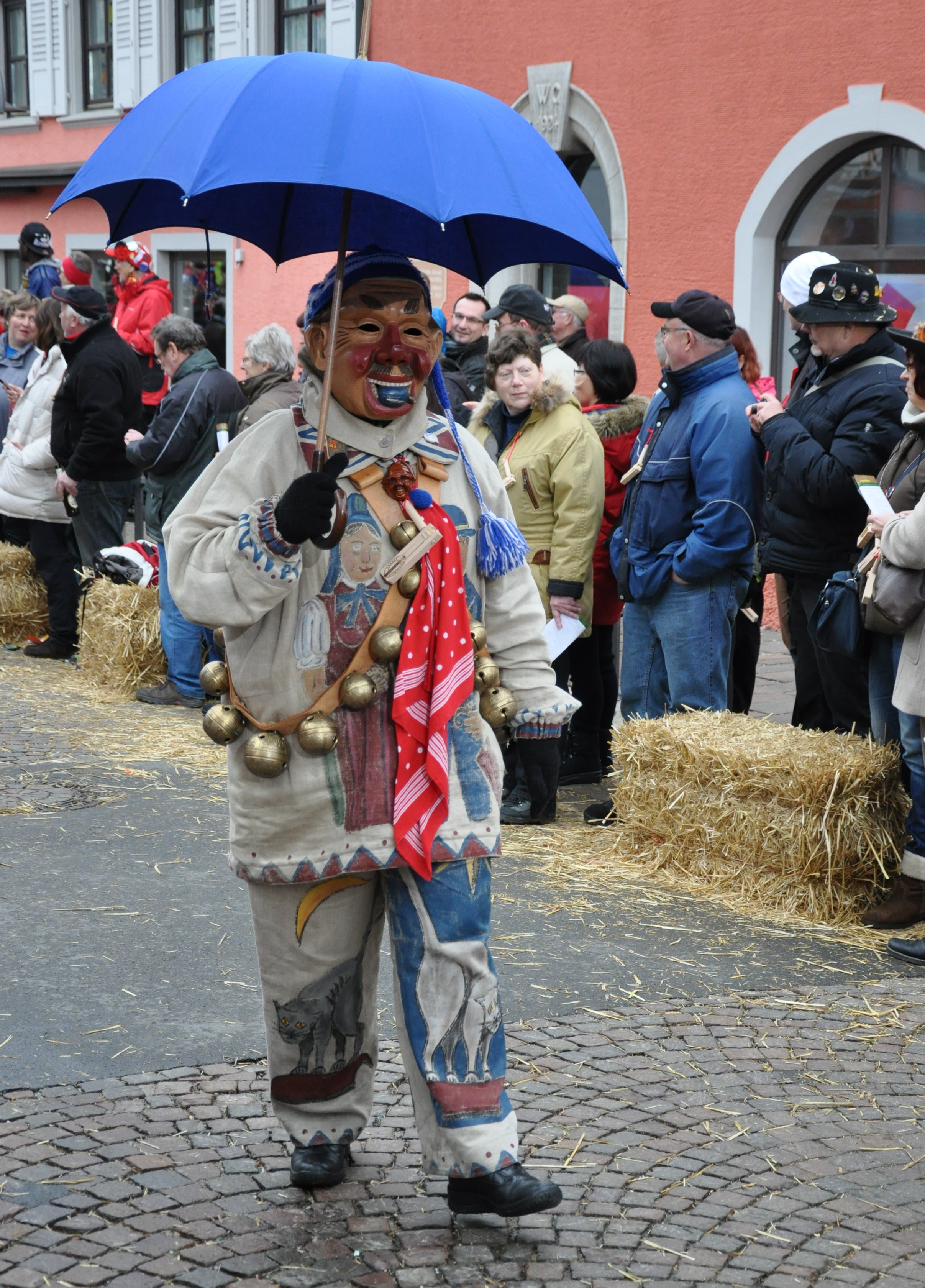
Pflumeschlucker mit Glocken und Schirm

Der Pflumeschlucker ist die Hauptfigur der Bonndorfer Fastnacht. Obwohl Bonndorf im Schwarzwald liegt, zählt der Pflumeschlucker zu den auf der Baar beheimateten Weißnarren. Jedoch unterscheidet er sich von diesen in wesentlichen Merkmalen. Zum einen tragen sie anstatt einer Glattlarve eine Charaktermaske. Sie zeigt ein verschmitztes Bauerngesicht mit einer großen Pflaume zwischen den Zähnen. Auf dem Kopf tragen sie eine blau-weiße Zipfelmütze.
Das Kostüm (Häs) der Pflumeschlucker besteht aus einer Jacke und einer Hose aus grobem Leinenstoff. Diese sind mit Motiven der lokalen Sagen- und Mythenwelt bemalt. Dazu trägt er neben einem roten Halstuch 22 Bronzeglocken (Rollen) an Lederriemen um die Schultern. Die Pflumenschlucker, die auch als Hansele bezeichnet werden, bewegen sich in einem speziellen Narrenschritt im Takt des Narrenmarsches fort. Dabei tragen sie einen blauen Schirm in der Hand.

### Fotzli Hansili

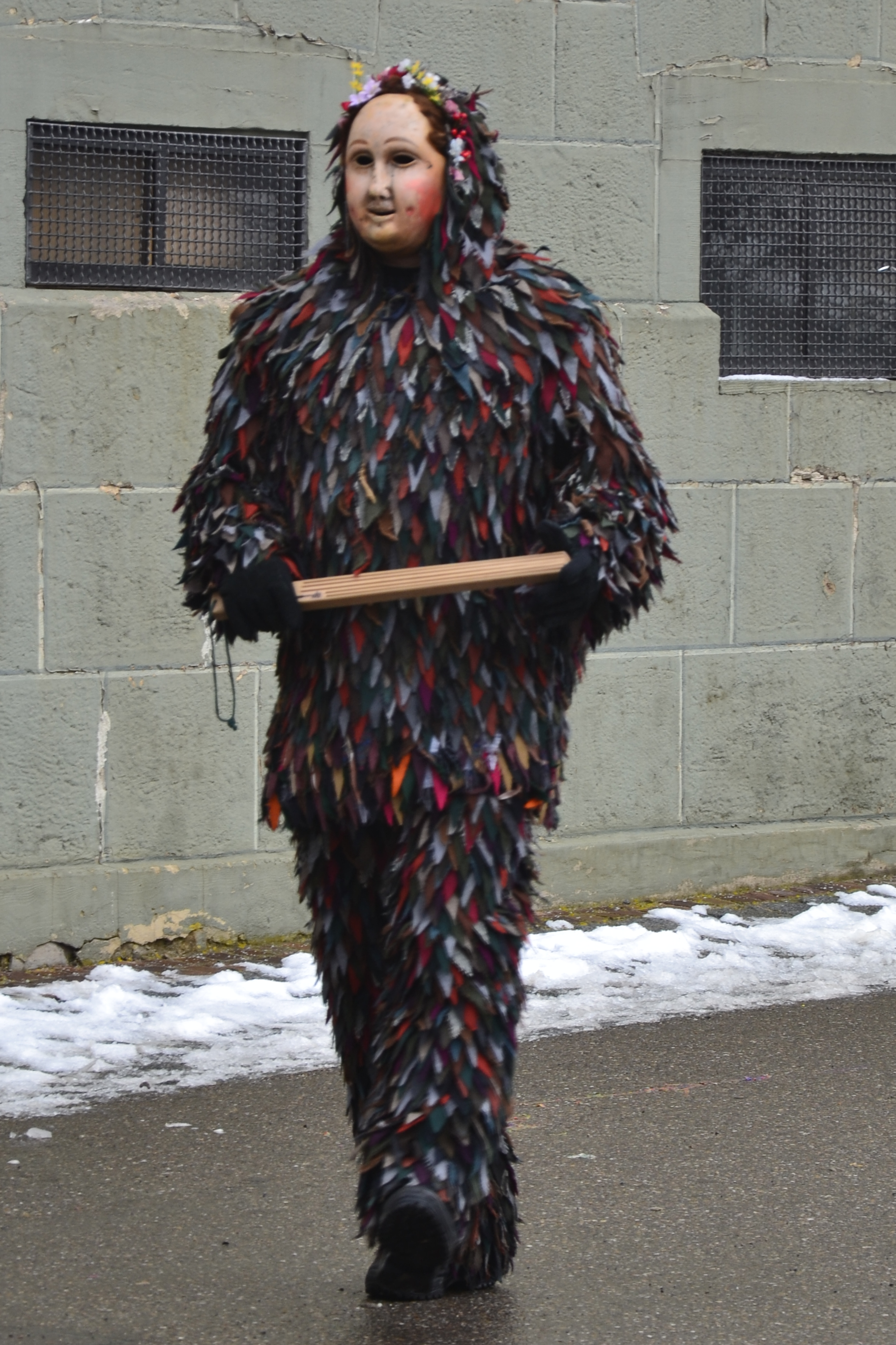
Fotzli Hansele

Der Fotzli Hansili ist eine Einzelfigur, die den Narrensprung am Schmutzigen Dunnschdig anführt. Sie wurde anlässlich des Narrentreffens von 1987 geschaffen und soll als Symbolfigur das fastnächtliche Brauchtum vor der Entstehung des Pflumeschluckers verkörpern.
Der Fotzli Hansili trägt ein Fläcklehäs, das Assoziationen zu einem Tannenzapfen wecken soll. Es besteht aus Hunderten kleinen Stofffetzen. Dazu trägt der Fotzli Hansili eine Glattlarve.

### Narrenrat

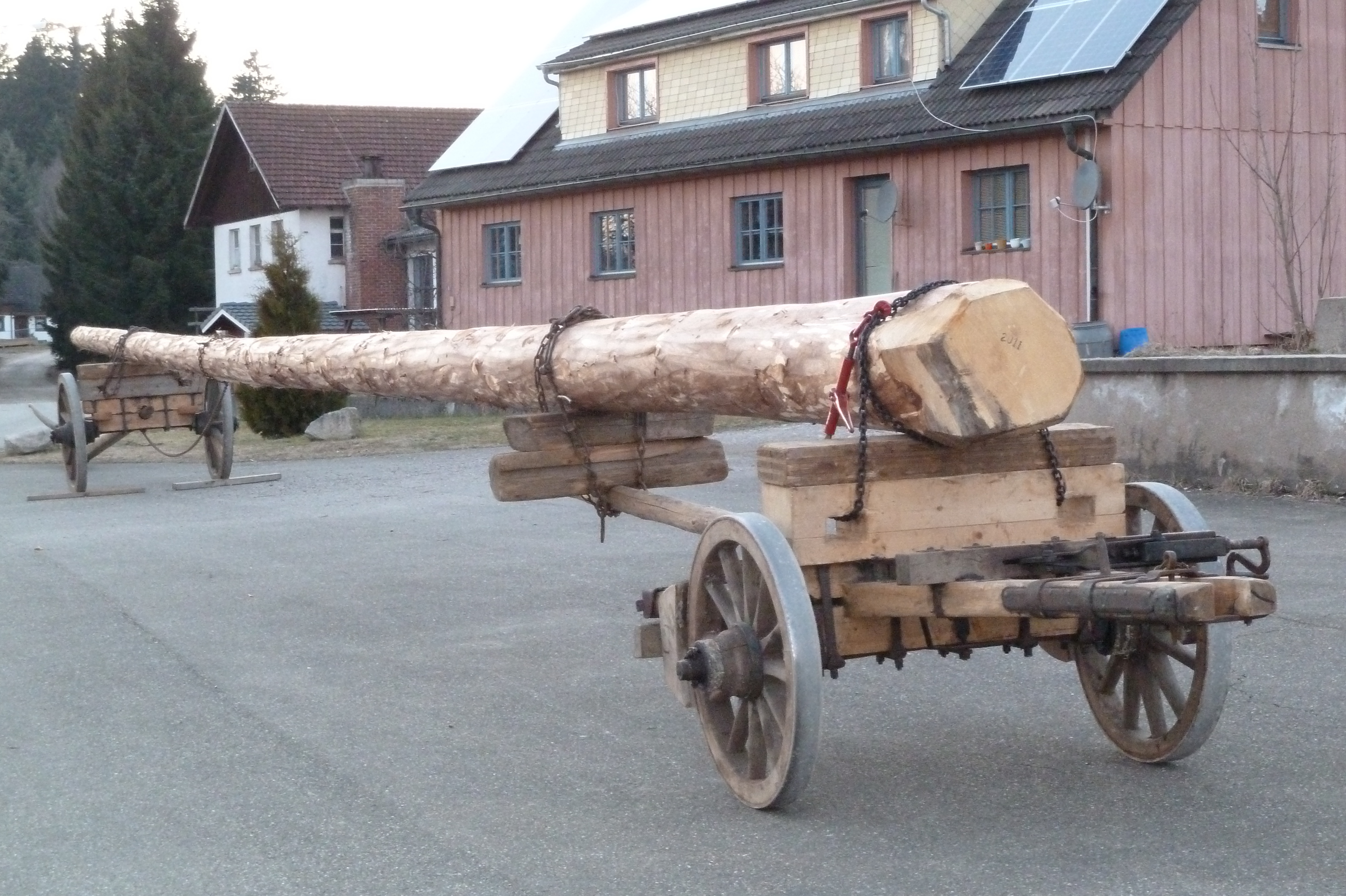
Langholzwagen mit Narrenbaum

Der Narrenrat ist ein Gremium von 15 Männern, das die Leitung der Narrenzunft innehat. Angeführt wird es vom Narrenvater, dem Vorsitzenden des Vereins. Die Narrenräte bezeichnen sich selbstbewusst als höchster Rat in Bonndorf. Dieser umfasst neben den elf Narrenräten auch zwei gewählte Hanselevertreter sowie den Narrenpolizisten und einen Narrenknecht.
Seinen wichtigsten Auftritt hat der Narrenrat am Schmutzigen Dunnschtig, wenn er auf einem historischen Langholzwagen durch die Stadt „reitet“, um die Fastnacht zu verkünden und das Rathaus zu erstürmen.

### Fuhrwerk
Die Fuhrwerker sind verantwortlich für ein besonderes Gefährt, das dem Narrenrat am Schmutzigen Dunnschdig als Transportmittel dient. Dabei handelt es sich um einen historischen Langholzwagen, der von bis zu sechs Schwarzwälder Kaltblütern gezogen wird.

### Sonne

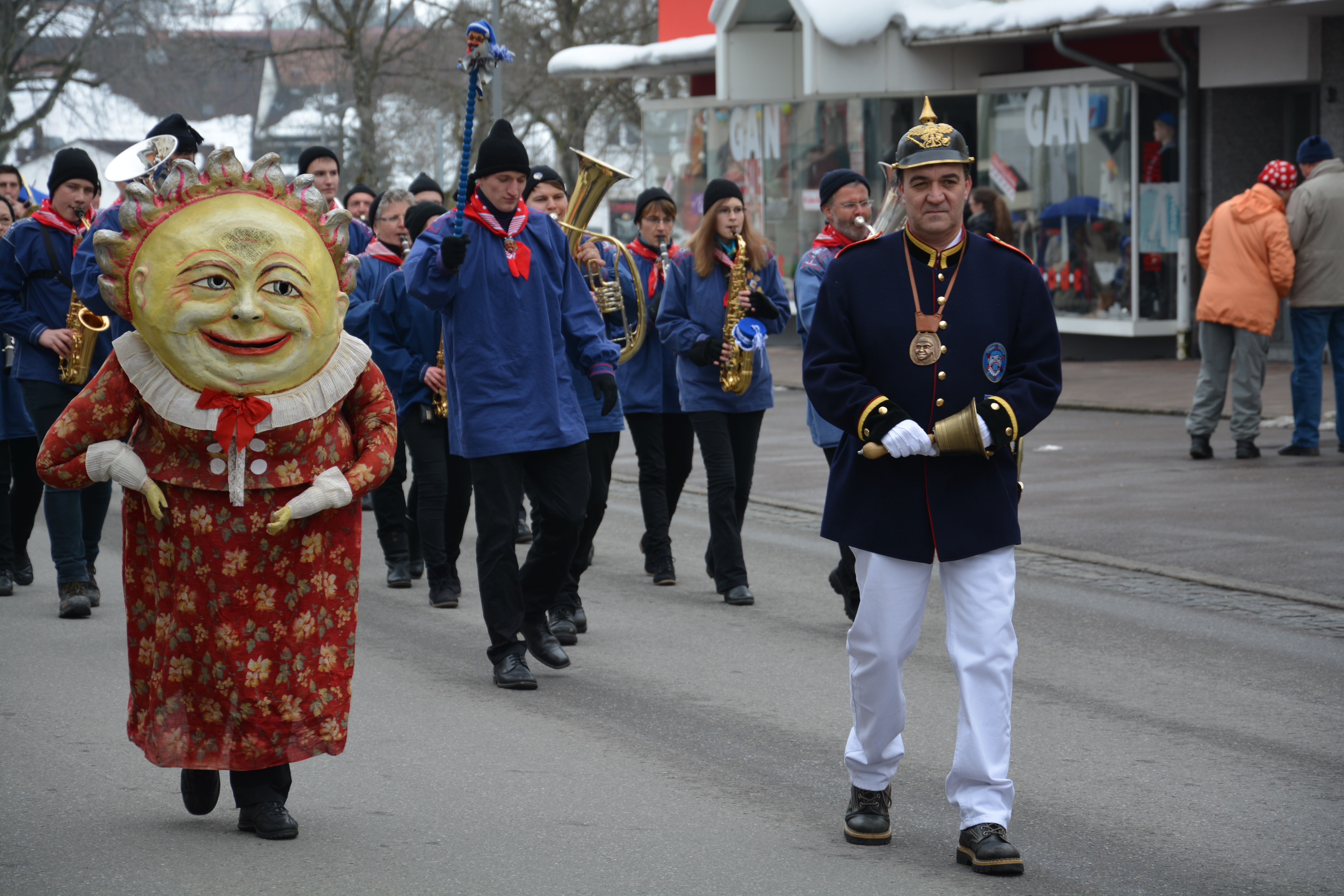
Die Bonndorfer Sonne mit Narrenmusik und Narrenpolizei

Die Sonne ist eine Einzelfigur der Bonndorfer Fastnacht. Sie geht nur dem Kinderumzug am Fasnetsunndig voran. Kennzeichnend für die Figur ist ihr tänzelnder Gang und die Tatsache, dass niemand in Bonndorf weiß, wer genau sich unter der Sonne verbirgt. In Bonndorf kursieren hierzu viele Vermutungen und Spekulationen. Bei der Figur handelt es sich um eine Stülpmaske (alemannisch: Mollikepf oder Großkopfete), die in der thüringischen Maskenfabrik Eilers & Mey in Manebach gefertigt wurde. Die Sonne kam vermutlich 1915 nach Bonndorf, noch bevor der Pflumeschlucker entstanden war.

### Narrenpolizei
Der Narrenpolizist ist eine im schwäbisch-alemannischen Raum häufig anzutreffende Einzelfigur. Ihm obliegt es die Fastnachtsumzüge anzuführen, auf die korrekte Umzugsaufstellung zu achten und gegebenenfalls für Ordnung zu sorgen. Der Narrenpolizist ist mit einer Uniform und badischer Pickelhaube bekleidet. Er trägt einen Säbel am Gürtel und eine große Schelle in der Hand.

### Narrenmusik
Bei der Narrenmusik handelt es sich um die Stadtmusik Bonndorf, die dafür zuständig ist, die Umzüge der Pflumeschlucker musikalisch zu gestalten. Die Narrenmusik begleitet die Pflumeschlucker seit der Gründungsphase. Die Narrenmusiker tragen ein Welschhemd (Fuhrmannskittel) mit einem Pflumeschlucker-Emblem auf dem Rücken und einem Notenschlüssel auf den Schulterklappen.

### Guggenmusik
Die 1969 gegründete Guggenmusik Bonndorf ist eine Gruppierung von ausschließlich männlichen Musikern.

## Ablauf der Bonndorfer Fastnacht
Die Bonndorfer Fastnacht folgt einem althergebrachten Prozedere:

### 11. November
Obwohl der 11. November im alemannischen Raum eigentlich keine besondere närrische Bedeutung hat, wird er in Bonndorf seit einigen Jahrzehnten besonders begangen. Um 19:11 Uhr trifft sich der Narrenrat mit der Narrenmusik im Bonndorfer Gasthaus Kranz und marschiert danach in einem Umzug durch die Straßen Bonndorfs hin zur Stadthalle. Dort wird von der Zunft ein selbst geschriebenes Theaterstück aufgeführt. Um 23:11 Uhr erscheint dann der Narrenrat in vollem Ornat und wird feierlich ins Amt eingeführt und verkündet das Motto der kommenden Fastnacht.

### Dreikönig
Am Dreikönigstag, dem 6. Januar, dem eigentlichen Beginn der Fastnachtszeit im schwäbisch-alemannischen Raum, hält die Narrenzunft ihre jährliche Hauptversammlung ab. Im Rahmen der Sitzung wird auf das vergangene Jahr zurückgeblickt und Ausblick auf die kommende Fastnacht gegeben. Sind Plätze im Narrenrat neu zu vergeben, legen die Neuberufenen in diesem Rahmen das Gelöbnis ab, den Pflumeschluckergeist zu hegen und zu pflegen.

### Schmutzige Dunnschdig (Donnerstag vor Aschermittwoch)

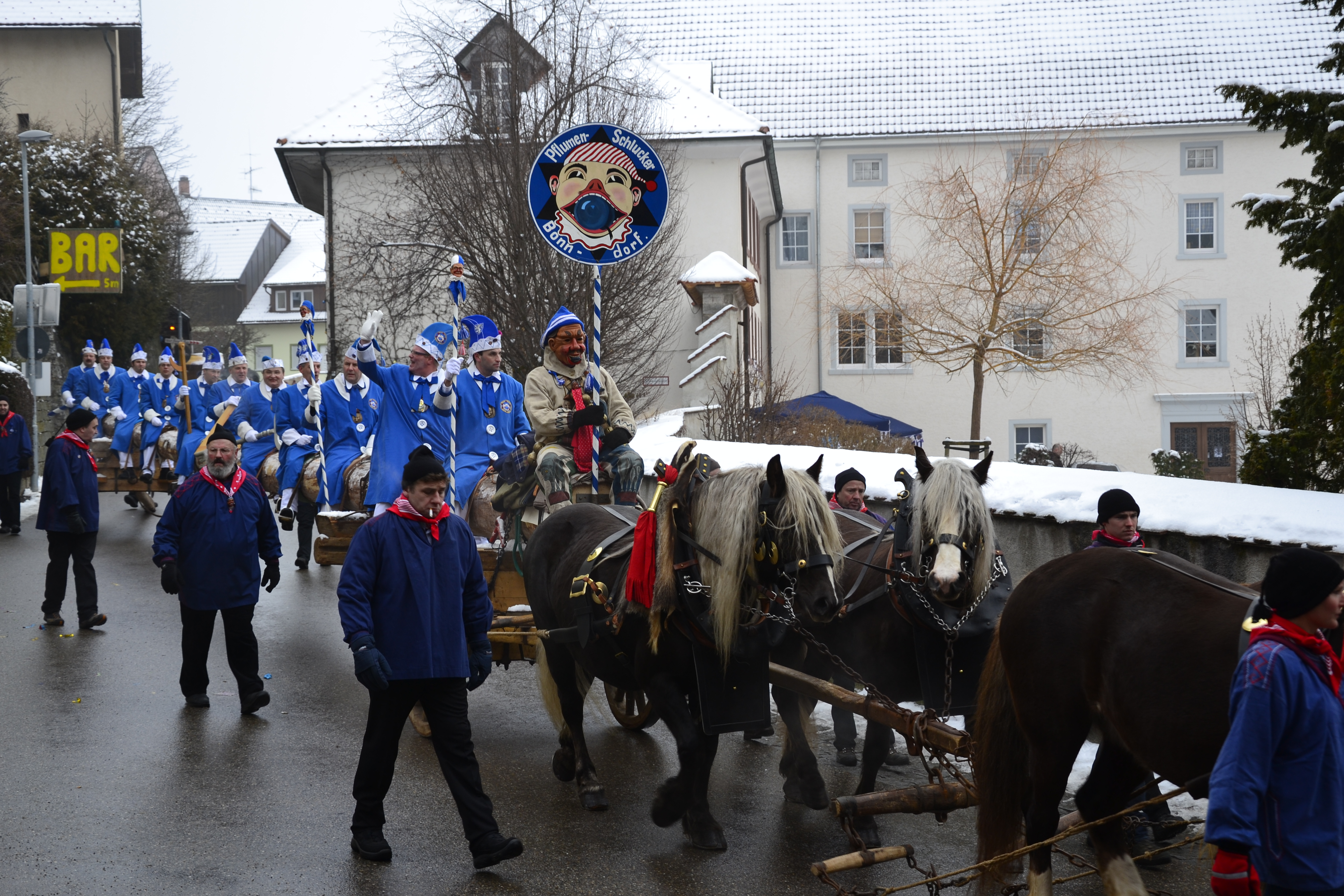
Narrenrat auf dem Narrenbaum (Narrentreffen 2013 in Bonndorf)

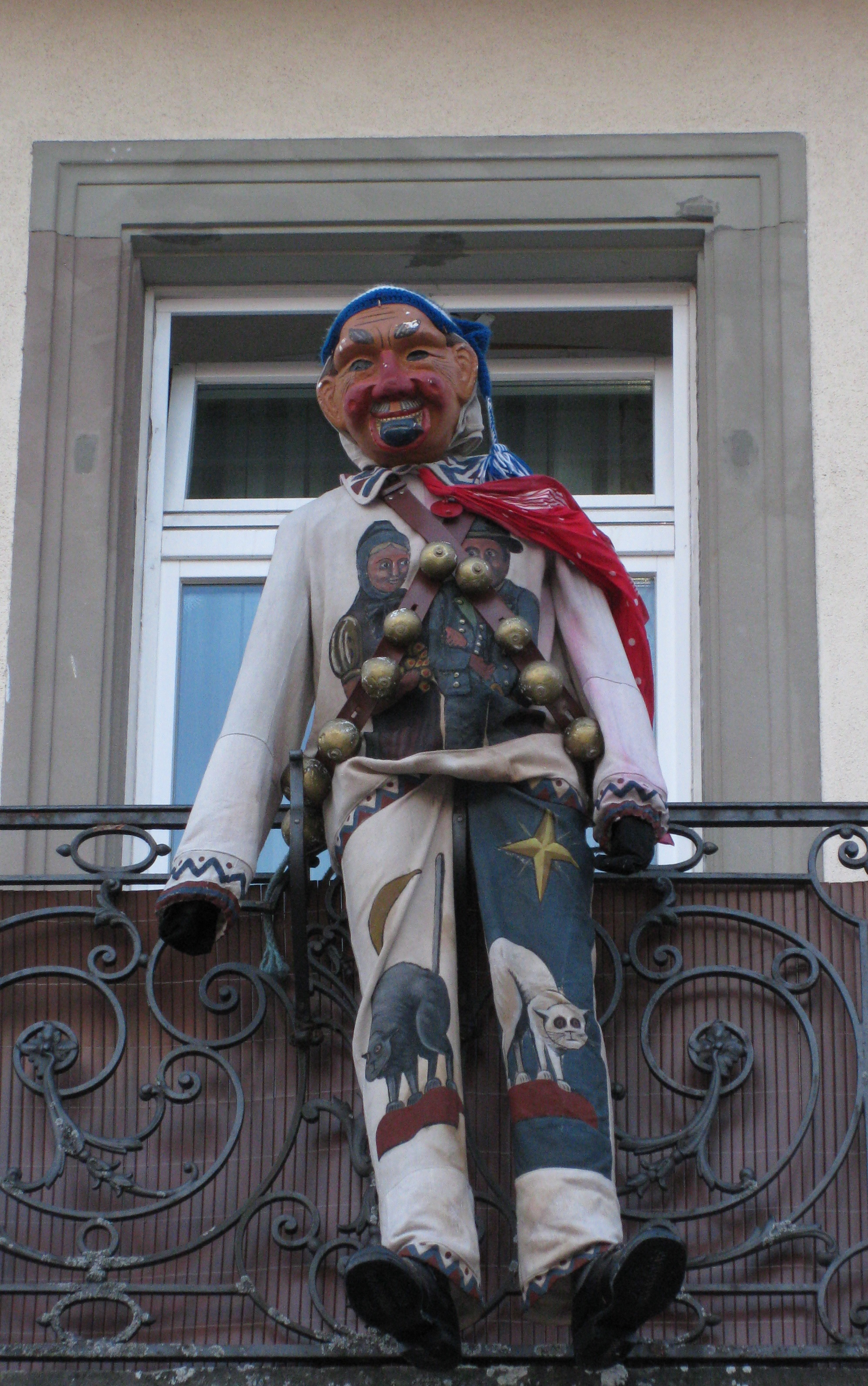
Pflumeschlucker-Puppe auf dem Balkon des ehem. Gasthaus Sonne (2017)

Der Schmutzige Dunnschdig markiert den Beginn und gleichzeitig den Höhepunkt der Bonndorfer Fasnet. Der Tag beginnt mit dem Wecken der Bevölkerung durch die Guggenmusik im Morgengrauen. Am Vormittag „stürmen“ die Narren die Bonndorfer Schulen, um die Schüler zu „befreien“.
Um 14:11 Uhr findet der große Narrensprung statt. Er führt vom Bahnhof über die Martinstraße zum Rathaus. Der Umzug wird von dem Narrenpolizisten, dem Fotzli Hansili und der Narrenmusik angeführt. Anschließend folgen der Narrensamen, also die Nachwuchs-Pflumeschlucker (noch ohne Maske), und danach die Pflumeschlucker. Am Ende des Zuges folgen die Narrenräte auf einem Narrenbaum, einem 23 Meter langen Baumstamm, der von Pferden gezogen wird. Der Zug stoppt unterwegs mehrere Male und der Narrenrat verkündet die Fastnacht. Am Latschariplatz (dem Platz vor dem Rathaus) steigt der Narrenrat schließlich ab und „stürmt“ das Rathaus, um die Regierung über die Stadt Bonndorf zu übernehmen. Hierzu erscheint der Narrenrat mit dem Bürgermeister auf dem Rathausbalkon und fordert von diesem, die Herausgabe des Stadtschlüssels. Als Zeichen der Amtsübernahme durch die Pflumeschlucker wird an dem Balkon des gegenüber vom Rathaus gelegenen Gasthofs Sonne eine lebensgroße Pflumeschlucker-Puppe aufgehängt.
Abends um 19:11 Uhr findet der Hemdglunkerumzug statt, bei dem die Menschen in langen weißen Nachthemden und mit Lampions durch die Bonndorfer Straßen ziehen, um den Beginn der närrischen Zeit zu feiern. Diesem Umzug gehen die Narrenmusik und ein etwa vier Meter hoher Hemdglunker voraus. Den Abschluss des Tages bildet der Hemdglunkerball in den Lokalen der Vorstadt (dem von der Innenstadt südwestlich gelegenen Stadtgebiet).

### Fasnetsunndig (Sonntag)
Am Fastnachtssonntag findet der Kinderumzug statt. Dem Umzug geht die Sonne in tänzelndem Schritt voran. An diesem Umzug nehmen nicht nur die Narrenmusik und die Pflumeschlucker teil, sondern auch verschiedene Gruppen von Narren, die sich zu einem selbst gewählten, närrischen Thema verkleiden. Abends ziehen die Gruppen durch die Lokale und führen dort ein kurzes Programm auf.

### Fasnetmendig (Rosenmontag)

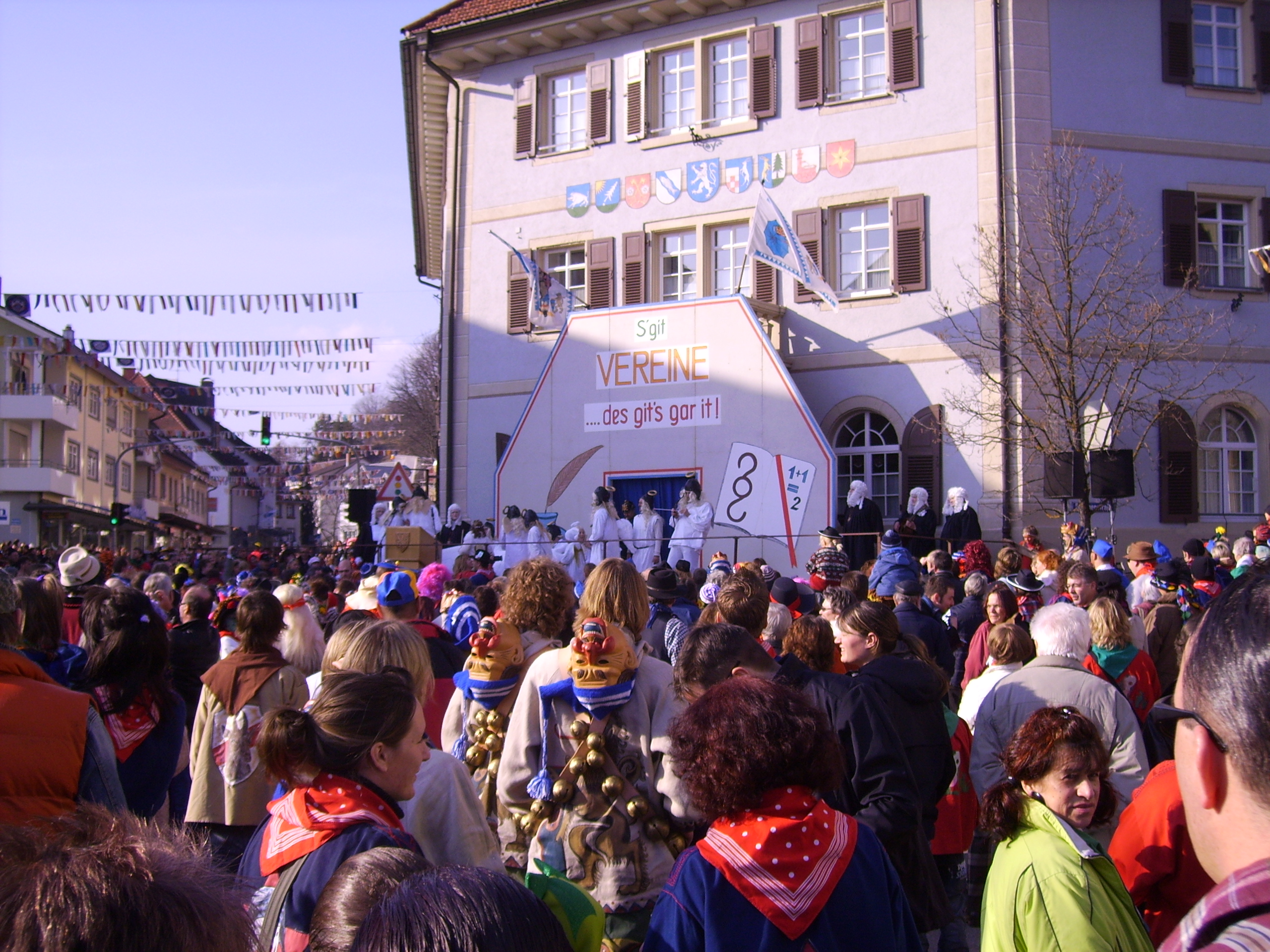
Fastnachtsspiel auf dem Latschariplatz

Am Fasnetmendig um 14:11 Uhr findet auf der Bühne vor dem Rathaus das Fastnachtsspiel statt. Darin wird das Fastnachtsmotto, welches am 11.11. verkündet wurde, aufgegriffen. Dabei werden lokale und weltpolitische Ereignisse auf die Schippe genommen. Danach zieht der große Umzug der Pflumeschlucker, mit den Narrenzünften und Guggenmusiken aus den umliegenden Gemeinden, durch den Ort zur Stadthalle. Es schließt sich das Narrentreiben in der Stadthalle und den Lokalen der Innenstadt an.

### Fasnetzischdig (Dienstag)
Der Dienstag ist der letzte Tag der Fastnacht, dem letzten Tag vor der Fastenzeit. An diesem Tag findet daher das Auswerfen für die Kinder statt. Dabei ziehen einzelne Hansele von Gasthaus zu Gasthaus, dicht gefolgt von kleineren Gruppen von Kindern. Unterwegs verteilen die Pflumeschlucker Süßigkeiten und Würste, sofern die Kinder verschiedene traditionelle Sprüche (Narrensprüchle) aufsagen können.
Zudem besuchen die Pflumeschlucker die Narrenumzüge in dem benachbarten Ortschaften Ewattingen und Dillendorf.
Abends zieht der Narrenrat als Schulklasse Hansel-Pflum durch die Bonndorfer Lokalitäten. In Aufsätzen, Gedichten und Liedvorträgen berichten die Narrenräte über ihnen zugetragene Missgeschicke, Malheure und lustige Begebenheiten Bonndorfer Bürger.
Genau um Mitternacht zwischen Dienstag und Aschermittwoch wird auf dem Latschariplatz vor dem Rathaus symbolisch die Fastnacht verbrannt, indem die am Schmutzige Dunnschdig aufgestellte Pflumeschlucker-Puppe in Flammen aufgeht.

### Alter Fastnetsunndig (Sonntag nach Aschermittwoch)
Der alte Fastnachtssonntag am Sonntag nach Aschermittwoch bildet den endgültigen Abschluss der Fastnacht. Dabei wird auf dem Bonndorfer Hausberg, dem Lindenbuck, der Fasnetfunken angezündet. Dieser besteht aus Reisig, welches die Pflumeschlucker schon im Sommer im Wald sammeln.

## Belege
1. ↑   Angebots- und Verkaufskatalog der Firma Eilers & Mey, Manebach
2. ↑  David Götz: Die „Sonne“ gibt etliche Rätsel auf, Badische Zeitung,  11. November 2015, Printausgabe
3. ↑  Gudrun Deinzer: Alexander Wetz neue Narrenpolizei in Bonndorf, Südkurier, 7. Januar 2014, abgerufen am 21. Januar 2016
4. ↑  Erhard Morath: "11.11." wird an drei Orten aufgeführt, Badische Zeitung,  28. September 2015, abgerufen am 21. Januar 2016
5. ↑  Erhard Morath: Die Disziplin der Narren im Häs, Badische Zeitung,  25. September 2009, abgerufen am 21. Januar 2016
6. ↑  Gerald Edinger: Glückseliger Start in die Pflumeschlucker-Fasnet, Südkurier,  13. Februar 2015, abgerufen am 21. Januar 2016